# Arabic (Schiff, 1881)
Die Arabic (I) war ein 1881 in Dienst gestelltes Passagierschiff der britischen Reederei White Star Line, das als Ozeandampfer auf dem Nordatlantik zwischen Europa und Nordamerika eingesetzt wurde. 1890 wurde das Schiff an die Holland-America Line verkauft, in Spaarndam (I) umbenannt und 1901 schließlich verschrottet.

## Das Schiff
Das 4368 BRT große Dampfschiff wurde auf der Werft Harland & Wolff im nordirischen Belfast unter dem Namen Asiatic gebaut, lief aber am 30. April 1881 als Arabic (I) vom Stapel. Sie war das baugleiche Schwesterschiff der Coptic und das erste Schiff der White Star Line mit einem stählernen Rumpf. Die Fertigstellung erfolgte im August 1881.
Die Arabic war ein 131,12 Meter langes und 12,86 Meter breites Passagier- und Postschiff mit einem Schornstein, vier Masten mit der Takelage einer Bark und einem einzelnen Propeller. Sie wurde von zwei zweizylindrigen Verbunddampfmaschinen von J. Jack & Company aus den Victoria Engine Works in Liverpool angetrieben, die 550 PS leisteten und eine Geschwindigkeit von 14 Knoten ermöglichten. Die Kohle wurde in drei Dampfkesseln verbrannt. Die Kohlenbunker konnten 730 Tonnen fassen. Die Passagierunterkünfte waren für 180 Reisende in der Ersten und 900 in der Dritten Klasse bemessen. Das Schiff hatte insgesamt drei Decks und sieben Schotts, die den Rumpf in acht wasserdichte Abteilungen unterteilte.
Am 10. September 1881 lief die Arabic unter dem Kommando von Kapitän Pearne in Liverpool zu ihrer Jungfernfahrt nach New York aus. Die dritte und letzte Abfahrt auf dieser Route fand am 2. Dezember 1881 statt. Danach wurde sie an die Occidental & Oriental Steamship Company verchartert, für die sie ab dem 4. Februar 1882 von Liverpool nach Hongkong und San Francisco via Sueskanal fuhr. Ab dem 30. März 1887 befuhr sie wieder den Nordatlantik von London über Queenstown nach New York und ab dem 12. Mai 1887 bediente sie wieder die Liverpool-New York-Route. 1888 erfolgte noch einmal ein Wechsel auf die Route San Francisco–Yokohama–Hongkong.
Im Februar 1890 wurde die Arabic für 65.000 Pfund Sterling an die niederländische Holland-America Line verkauft, die sie in Spaarndam (I) umbenannte. Das Schiff war nun für die Beförderung von 60 Passagieren in der Ersten, 92 in der Zweiten und 893 in der Dritten Klasse ausgelegt. Am 29. März 1890 lief sie zu ihrer ersten Fahrt für die neuen Eigner von Rotterdam nach New York aus. Im Jahr 1899 wurde die Erste Klasse abgeschafft und die Zweite Klasse eingeführt. Am 1. Februar 1901 legte die Spaarndam zu ihrer letzten Fahrt von Rotterdam nach New York ab. Im August desselben Jahres wurde das Schiff bei Thomas W. Ward Ltd. in Preston abgewrackt.